# Elmalı
Elmalı è una città della provincia di Antalya, in Turchia, capoluogo dell'omonimo distretto.

## Storia
Il distretto di Elmalı si trova nel nord della regione della Licia ed è stato dominato da molte civiltà nel corso della storia. Fu fondato e sviluppato dalle tribù turche Tekeli che si insediarono in queste terre dai Selgiuchidi anatolici e diedero i loro nomi alla regione. Durante il regno di Bayezid I, passò sotto il dominio ottomano. Il fatto che sia i bey di Teke che quelli del Sangiaccato di Teke, nel primo periodo ottomano, usassero questa regione come pascolo estivo e che persino in alcuni libri di storia Elmalı sia indicato come il centro del Sangiaccato di Teke invece che di Antalya, è legato alla fondazione di questo insediamento. Nella storia Elmalı è stata indicata con i nomi di "Kabalı", "Amelas" ed "Elmalu".
La più antica testimonianza conosciuta della città nel periodo ottomano è il documento di una fondazione del 1419. Nel 1455, la menzione del Bagno Bey, che è una fondazione di Tekeoğlu, nei registri della città indica che la costruzione della città di Elmalı venne favorita dai Tekeoğulları. Nei registri del 1455 non c'è il nome della mahalle di Elmalı, ma il nome "Nefs-i Elmalu". In questo periodo non si parla di non musulmani e la popolazione è stimata in circa 330 persone. A metà del XVI secolo, esaminando i documenti catastali dell'epoca, vengono citate 22 mahalle e 233 famiglie con una popolazione di circa 1475 persone. A metà del XVI secolo, a Elmalı era presente una piccola popolazione non musulmana. I documenti indicano che questa minoranza viveva intorno a Bağköy. Secondo il sondaggio del 1530, c'erano 22 famiglie a Elmalı e 12 famiglie secondo il sondaggio del 1568. Secondo i registri del Vilayet di Konya del 1901-1902, la città contava 230 greci, 331 armeni e 2 ebrei. Nel 1841, si afferma che la popolazione della città era di circa 10 mila abitanti. Sebbene Elmalı non si sia sviluppata molto a causa della lontananza dalle strade militari, è stata il centro di un'attività economica locale. Inoltre, è un crocevia delle strade provenienti da Kaş, Finike, Kumluca e Fethiye e il suo collegamento con Antalya e le zone interne attraverso Korkuteli è stato il motivo dello sviluppo economico. Fin dall'antichità, Elmalı fungeva da mercato dove si raccoglievano cereali e legumi provenienti dalla fertile pianura e legname e vari prodotti animali tagliati dalle tribù di boscaioli delle montagne; qui si producevano tessuti di cotone e si lavorava il cuoio. Alla fine del XIX secolo, si osserva un aumento del numero di fondazioni in città e un conseguente sviluppo strutturale. In questo periodo, la città aveva un ufficio governativo, 35 moschee e masjid, 1 tekke, 22 scuole, 10 madrasa, 2 chiese, 3 locande, 3 bagni, 293 negozi, 24 mulini, 8 concerie, 10 caffè e 3 biblioteche. Alla fine del XIX secolo, nel 1868 fu istituito il comune di Elmalı, affiliato al Sangiaccato di Antalya della provincia di Konya. Nel 1940, durante il periodo repubblicano, la cittadina fu danneggiata da un incendio e ricostruita.